# Рукавина, Габриел
Габриэл Рукавина (хорв. Gabriel Rukavina; род. 16 января 2004, Загреб) — хорватский футболист, нападающий клуба «Риека».

## Клубная карьера
Рукавина — воспитанник загребского «Динамо». 19 февраля в матче против «Вараждина» он дебютировал в чемпионате Хорватии. В своё дебютном сезоне Габриэл помог клубу выиграть чемпионат. В начале 2024 года Рукавина на правах аренды перешёл в «Горицу». 11 февраля в матче против «Риеки» он дебютировал за новую команду. 30 марта в поединке против «Вараждина» Габриэл забил свой первый гол за «Горицу».
Летом 2024 года Рукавина перешёл в «Риеку». 4 августа в матче против «Локомотива» он дебютировал за новую команду. 18 августа в поединке против «Истра 1961» Габриэл забил свой первый гол за «Риеку».

## Достижения
Клубные
 «Динамо» (Загреб)
- Победитель чемпионата Хорватии — 2022/2023